# Ruine Hertenberg
Die Ruine Hertenberg, auch Hertenburg genannt, ist die Ruine einer Spornburg auf einem 383 m ü. NN hohen Geländesporn (Schlosskopf) bei Markhof westlich des Dorfkerns vom Ortsteil Herten der Stadt Rheinfelden im Landkreis Lörrach in Baden-Württemberg. Von der ehemaligen Burganlage, einer Doppelburg, sind noch Mauerreste erhalten.

## Lage
Die Ruine ist über die Straße von Wyhlen nach Herten (L 139) zu erreichen. Vom Parkplatz beim Markhof ist sie auf einem ausgeschilderten Fußweg in etwa 20 Minuten auf der Höhe nördlich des Markhofs zu finden. Die Ruine Hirschenleck liegt etwa einen halben Kilometer nordöstlich der Ruine Hertenberg.

## Geschichte

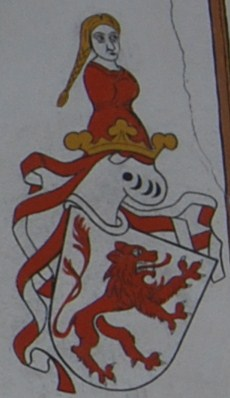
Wappen derer von Hertenberg

1999 wurde zwischen den Funden aus der mittelalterlichen Burg ein Teil eines römischen Soldatengürtels entdeckt, wie sie auch von germanischen Hilfstruppen getragen wurden und in einer Anzahl von alamannischen Höhensiedlungen gefunden wurden. Keramikscherben aus der Völkerwanderungszeit haben nachträglich die Hypothese einer früh-alemannischen Höhensiedlung auf dem Hertenberg unterstützt. Es könnte sich um den Sitz des alamannischen Anführers Wadomar handeln, der sich einer Information des römischen Geschichtsschreibers Ammianus Marcellinus zufolge „contra Rauracos“, also „gegenüber“ dem römischen Castrum Rauracense (heute Kaiseraugst in der Schweiz), befand.
Das erste bekannte schriftliche Zeugnis einer Burg bei Herten findet sich in den „kleineren Jahrbüchern von Kolmar“ unter dem Eintrag für das Jahr 1261.
Die Burg wurde von den Grafen von Habsburg erbaut und 1268 im Zuge der Auseinandersetzungen zwischen Rudolf von Habsburg und Bischof Heinrich von Neuenburg (siehe auch Psitticher und Sterner) zerstört (laut Tschudi 1272). Es wird jedoch auch die These vertreten, dass es sich bei den beiden, durch einen tiefen Halsgraben getrennten Anlagen um zwei Gegenburgen handelte, wobei die kleinere Süd-Burg Mitte des 13. Jahrhunderts durch den späteren Bischof Heinrich, seinerzeit Pleban des Stifts St. Martin Rheinfelden, errichtet wurde und die größere Nordburg mit dem Bergfried etwas später durch den Grafen Rudolf, um seine Ansprüche auf die Herrschaft Rheinfelden geltend zu machen. Der Bischof habe Letztere, die in einer Urkunde von 1296 Schadbasel genannt wurde, 1268 zerstört, während Erstere noch länger Bestand gehabt habe und möglicherweise dem Basler Erdbeben 1356 zum Opfer gefallen sei.
Die Burg gehörte dann seit etwa 1300 Konrad Ludwig aus einer Basler Ministerialenfamilie, der vermutlich die Burg als Lehen des Basler Bischofs erhalten hatte und sich um 1300 nach seinem Ritterschlag von Hertenberg nannte. Die Familie hatte ihren Sitz ursprünglich auf dem Basler Nadelberg in einer Liegenschaft mit dem Namen zum Schönen Huse, das heute noch besteht. Nachdem die Burg wegen des Erdbebens 1356 aufgegeben werden musste, ließ sich die Familie in Rheinfelden nieder. In der Schlacht bei Sempach kam 1386 auch der Rheinfelder Schultheiss Berchtold von Hertenberg um.

## Beschreibung

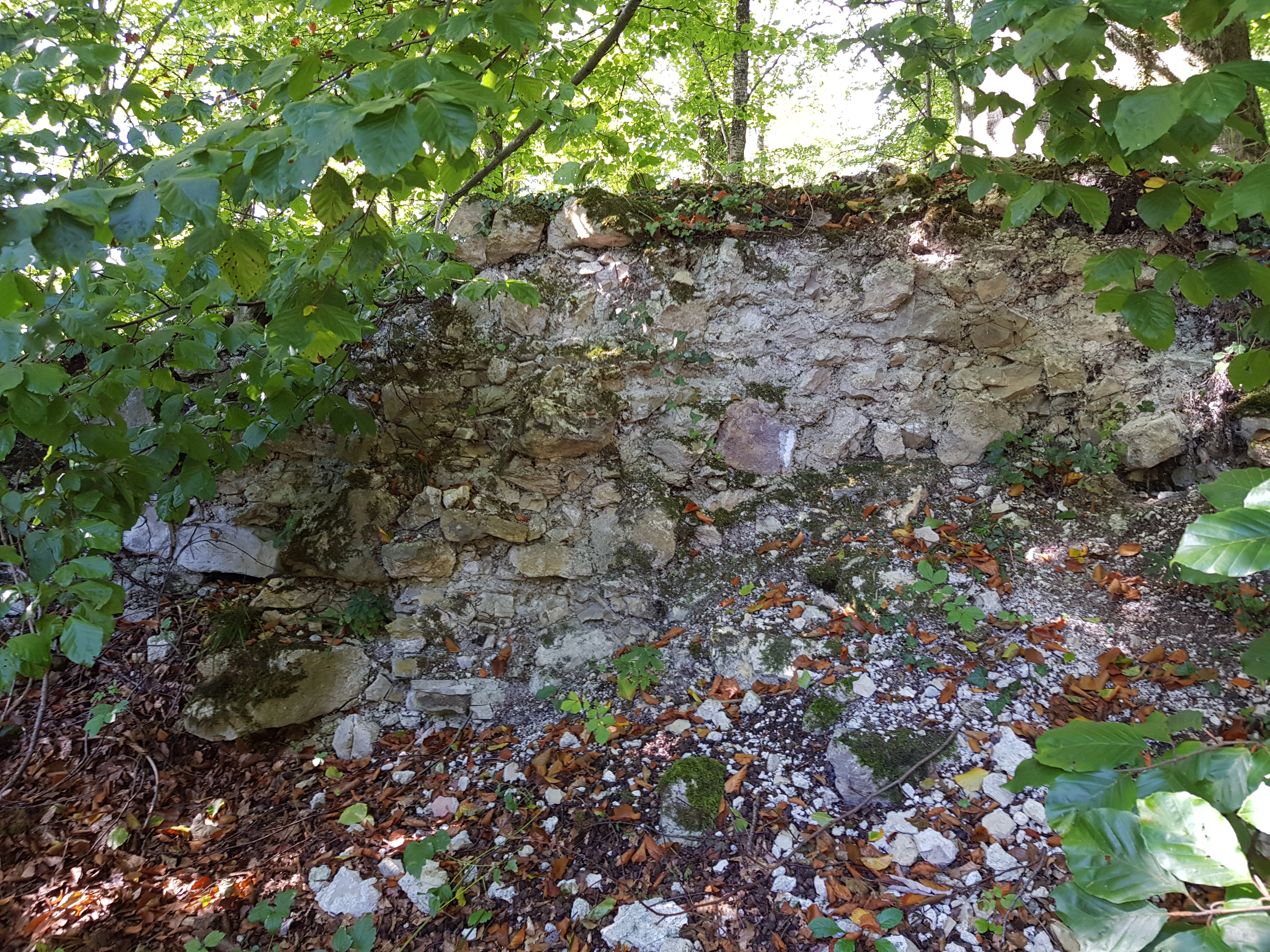
Mauerreste im nördlichen Teil der Anlage.

Die Burg Hertenberg war eine Doppelburg, die sich auf zwei Felsspornen ausdehnte, die durch einen tiefen Graben getrennt sind. Im nördlichen Teil konnten die Überreste eines Bergfrieds festgestellt werden. Der Turm hatte einen runden Grundriss mit einem Durchmesser von etwa 8,5 Meter. Das Plateau auf dem nördlichen Felssporn war von einer Mauer eingeschlossen. Auf dem südlichen Felssporn wurden Reste eines Gebäudes und jene einer starken Schildmauer gefunden. Es wird angenommen, dass der Südteil später bebaut und der Bau vermutlich gar nicht beendet wurde.

## Erhalt der Burgruine
1992 erfolgte mit der Abstützung der Reste der ehemaligen Schildmauer der wesentliche Erhaltungsschritt durch Privatpersonen. Nachfolgend wurde ein Förderverein gegründet. Im Rheinfelder Stadtmuseum befinden sich einige Fundstücke aus dem Bereich der Burgruine.